# Marciam Marciam
(Aristide Marchetti, in 'Canti politici italiani 1793-1945', 1962)
Marciam   marciam era il canto delle formazioni partigiane che operavano nella Val d'Ossola, in Valsesia e nel Biellese, il testo è attribuito alla formazione ossolana comandata da Filippo Beltrami, noto come «il Capitano». Secondo «Bruno» (Albino Calletti) e Aristide Marchetti, le parole di questa canzone furono scritte da Antonio Di Dio che prese lo spunto, sia per il testo che per la melodia, da una canzone dei bersaglieri. 
La partitura musicale è stata attribuita a Piero Vidale, tale lezione è stata poi pubblicata in Canti della Resistenza italiana.

## Interpretazioni
Tra i vari interpreti va ricordato il Gruppo Padano di Piàdena accompagnato da Sandra Mantovani, Giovanna Daffini e Franco Mereu e la versione de Il Nuovo Canzoniere Italiano nell'album Il bosco degli alberi (1972).